# Swainelloidea
De Swainelloidea zijn een superfamilie van uitgestorven kreeftachtigen uit de klasse van de Ostracoda (mosselkreeftjes).

## Familie
- Swainellidae Kornicker & Sohn, 2000 †